# NGC 2901
NGC 2901 je jedan do danas nepotvrđen objekt u zviježđu Lavu. Sva promatranja poslije nisu na tom položaju uočila nikoji objekt.

## Vanjske poveznice
- SEDS: NGC 2901
- (engl.) Astronomska baza podataka SIMBAD
- (engl.) Izvangalaktička baza podataka NASA-e i IPAC-a